# Epidirona
Epidirona é um gênero de gastrópodes pertencente à família Horaiclavidae.
Este gênero é considerado pelo WoRMS como sinônimo de Epideira Hedley, 1918.

## Espécies
Espécies dentro do gênero Epidirona incluem:
- Epidirona beachportensis (Cotton & Godfrey, 1938):[2] sinônimo de Epideira beachportensis Cotton & Godfrey, 1938
- Epidirona candida Laseron, 1954:[3] sinônimo de Epideira candida (Laseron, 1954)
- Epidirona carinata Laseron, 1954:[4] sinônimo de Epideira carinata (Laseron, 1954)
- Epidirona costifera Laseron, 1954:[5] sinônimo de Epideira tuberculata (Laseron, 1954)
- Epidirona flindersi (Cotton & Godfrey, 1938):[6] sinônimo de Epideira flindersi Cotton & Godfrey, 1938
- Epidirona hedleyi Iredale, 1931:[7] sinônimo de Epideira hedleyi (Iredale, 1931)
- Epidirona molleri Laseron, 1954:[8] sinônimo de Epideira carinata (Laseron, 1954)
- Epidirona multiseriata (Smith E. A., 1877):[9] sinônimo de Epideira multiseriata (E. A. Smith, 1877)
- Epidirona nodulosa Laseron, 1954:[10] sinônimo de Epideira nodulosa (Laseron, 1954)
- Epidirona perksi (Verco, 1896):[11] sinônimo de Epideira perksi (Verco, 1896)
- Epidirona philipineri (Tenison-Woods, 1877):[12] sinônimo de Epideira philipineri (Tenison Woods, 1877)
- Epidirona quoyi (Desmoulins, 1842):[13] sinônimo de Epideira quoyi (Desmoulins, 1842)
- Epidirona schoutanica (May, 1911):[14] sinônimo de Epideira schoutanica (May, 1911)
- Epidirona torquata (Hedley, 1922):[15] sinônimo de Epideira torquata Hedley, 1922
- Epidirona tuberculata Laseron, 1954:[16] sinônimo de Epideira tuberculata (Laseron, 1954)
- Epidirona xanthophaes (Watson, 1886):[17] sinônimo de Epidirella xanthophaes (R. B. Watson, 1886)